# Russell Long
Russell Billiu Long (3 de noviembre de 1918 - 9 de mayo de 2003) fue un político, abogado y militar estadounidense y senador de Estados Unidos, por Louisiana desde 1948 hasta 1987, y presidente del Comité de Finanzas del Senado durante quince años del 1966 al 1981.
Fue el hijo del futuro gobernador y senador de Louisiana de Estados Unidos, Huey Long. Nació en Shreveport, y recibió títulos de licenciatura y de derecho de la Universidad Estatal de Louisiana en Baton Rouge, donde fue miembro de la fraternidad Delta Kappa Epsilon (Zeta Zeta capítulo). Durante la universidad, se desempeñó como presidente de la clase de primer año, presidente de segundo año de las Artes y las Ciencias, y luego presidente del cuerpo estudiantil. En junio de 1942, en la Segunda Guerra Mundial, Long entró en la reserva naval y completó su servicio como teniente en diciembre de 1945.